# Водопад Бигар
Водопад Бигар се налази на пет километара од села Кална, поред пута ка Пироту, на приближно 450 м надморске висине. На водопаду, вода се прелива више од 35 метара високог, лаког рупичастог камена (бигра), по коме је и добио име. Узводно од водопада налази својеврсна природна атракција, више мањих водопада и бигрених кадица у кориту реке, као и три језерцета са бистром водом.

## Локација
Водопад Бигар налази се у близини села Кална, недалеко од Пирота, на месту где се поток Буковски улива у Стањинску реку, на 455 m надморске висине. Налази се у слабо приступачном делу Старе планине због којег задржава свој значај нетакнуте природе.

## Физичко-географске одлике
Водопад је акумулативног порекла и његови одсеци су настали таложењем бигра, и по правилу се састоје из низа мањих одсека, који се ређају у виду степеница. Брело речице на којој се налази водопад, које се такође назива Бигар, налази се по кречњачким косама, које се од орљанских и пајешких кршева одвајају и од којих се важније зову Оштрц, Љути Камен и Крагујица. Његова вода протиче долином, која је дуга 1 km, а широка 500-600 m. Од врела па до ушћа у Стањинску реку долина Бигра је нагнута 80 m, релативно је висока и цела испуњена бигром, који у горњем њеном крају лежи на кречњаку, у доњем на пешчару. Највећи слап од 35 m се налзи на месту где се долина Бигра сучељава са долином Стањинске реке. На овоме мало нагнутом одсеку виде се три бела као снег платна запенушане воде. 

## Туристички значај
Водопад Бигар познат је по свом пореклу настанка, по ком је и добио име. Рупичасти камен и 35 метара висине су само једно од лепота који пружа ова природна атракција. Мала кречњачка језерца и мањи водопади узводно од Бигра представљају прави ужитак за сваког љубитеља природе. Они су у прошлости били место на ком се народ сакупљао у време празника и вашара, а сад је то зарасло у траву, додуше постављене су печурке са клупама у околини Водопада. Водопад је популарна дестинација за све љубитеље природе који одседају у неким од приватних смештаја у околним насељима. На стотинак метара од водопада налази се и манастир Светог Онуфрија из 15. века.

## Водопади Старе планине
- Водопад Тупавица
- Водопад Бигар
- Водопад Чунгуљски скок
- Пиљски водопад
- Водопад Калуђерски скок
- Копренски водопад

## Галерија
- Бигар водопад
- Бигар са мало воде
- Бигар у лето
- Лептири